# 시케 언드라시
시케 언드라시(헝가리어: Sike András, 1965년 7월 18일~)는 헝가리의 전직 레슬링 선수이다. 1988년 하계 올림픽 남자 그레코로만형 밴텀급에서 금메달을 획득했다. 또한 세계 선수권 대회에서 동메달 2개, 유럽 선수권 대회에서 은메달 1개, 동메달 1개를 획득했다.